# یاولی
یاولی (به انگلیسی: Yeaveley) یک روستا و محله مدنی در بریتانیا است که در داربی دالاس واقع شده‌است.